# Cupressopathes pumila
Cupressopathes pumila är en korallart som först beskrevs av Brook 1889.  Cupressopathes pumila ingår i släktet Cupressopathes och familjen Myriopathidae. Inga underarter finns listade i Catalogue of Life.